# Gakuen Alice
Gakuen Alice (学園アリス Gakuen Arisu?, lit. La academia de Alice) es un manga japonés escrito e ilustrado por Higuchi Tachibana, publicado inicialmente en la revista shōjo, Hana to Yume de la editorial Hakusensha. En el idioma español ha sido publicada por Ediciones Glénat, S.L., sin embargo la editorial quebró en medio de la publicación, dejando de esta forma a la serie trunca. Fue adaptada a una serie de anime con un total de 26 episodios por Aniplex y Group TAC, aunque no comprende la totalidad de los tomos de manga. Además en comparación con el manga la serie resulta infantil, sobre todo considerando que el manga puede ser un poco oscuro en relación a algunos temas, como el maltrato escolar, por ejemplo.

## Argumento
Gakuen Alice cuenta la historia de Mikan Sakura, una niña de 10 años, que en busca de su mejor amiga Imai Hotaru, ingresa de forma imprevista en una escuela muy especial y extraña. A ella sólo pueden entrar personas que posean un alice, es decir, un poder especial que puede ser de cualquier tipo, desde la telepatía o volar hasta controlar el fuego o convertirse en gato. Alice escuela de magia es un manga que nos demuestra la grandeza de la amistad, el amor,el compañerismo, y la erradicación del maltrato estudiantil, que es lo que se quiere erradicar en algunas escuelas donde aún tienen esa metodología.

## Personajes
Mikan Sakura (佐倉蜜柑 Sakura Mikan?)
Voz por: Kana Ueda
Es la protagonista de la historia, tiene 10 años, es intrépida, extrovertida, suele ser sensible aunque prefiere no llorar ya que a Hotaru no le gusta. Es la mejor amiga de Hotaru, por la que le tiene un cariño especial, decide seguirla a la academia de magia Alice. Tiene el poder (alice) de la anulación, gracias al cual no puede ser atacada por ningún otro poder, aunque también se puede utilizar para proteger a otras personas. En el manga se afirma que también posee el Alice de Robo de otros alices así que es pasada a la clase de habilidad peligrosa y después le llegan a dar la estrella especial. Cuando intenta escapar de la escuela con su mamá, obtiene el alice de la teletransportación, telepatía, insertar alice en otros cuerpos. Al principio le fastidia mucho la actitud de Natsume, pero después de como transcurre el tiempo van creciendo sentimientos hacia a él, hasta enamorarse y querer protegerlo siempre que esta solo, además de que ellos estaban predestinados a estar juntos desde que nacieron, desde el cap 145 se hacen novios cuando Natsume le da una piedra alice y la besa. Al principio de la serie y manga no tenía estrella y después por arriesgar su vida por Natsume gana 1 estrella ;después en el episodio 169 Mikan pierde sus alices siendo así expulsada de la academia sin saber nada sobre Hotaru y Natsume ,sonriendo falsamente para tener un lindo recuerdo de la academia antes de ser expulsada y sus recuerdos borrados de todos los que la rodean y saben su historia (cuando cumple 12 años). Pero en el capítulo 177 ella despierta en su pueblo donde su abuelo la crio y le dicen que tenía una enfermedad. Pasados 4 años vuelve a su vida normal, Mikan crece hasta convertirse en una joven bella pero sigue siendo la misma (tiene 16 años). Unos secuestradores la estaban persiguiendo, por eso algunos de sus amigos y maestros (sobre todo Nastsume) van tras ella y la salvan. Ella no recuerda nada de los últimos dos años, pero Natsume le da la piedra que ella le había dado (su alice),la cual se encontraba en su bolsillo y ella recupera su memoria.
Imai Hotaru (今井 蛍 Hotaru Imai?)
Voz por: Rie Kugimiya
La mejor amiga de Mikan, a la que sigue hasta la academia. Hotaru tiene el alice de la invención, normalmente sus inventos son relacionados con animales, que es del tipo de alices técnicos. Es una chica seria y pragmática que se muestra indiferente a cualquier cosa, ya que para ella es muy difícil expresarse (su madre la describe asegurando que no conoce los sentimientos). Hay algo muy importante que quiere hacer con su alice, pero no se lo confesará a Mikan. Tiene un hermano en el área de preparatoria de la academia, al que no conoce hasta llegar allí (meses después de su ingreso). Hotaru está enamorada de Mikan por eso a veces tiene celos de Natsume e intenta fastidiarlo, en el manga llega a besar a Mikan una vez. Tiene una clasificación de tres estrellas. En el manga, Mikan inserta en el cuerpo de Hotaru la piedra de robo de alice y así ella logra salvar a su hermano del alice de succionar almas de Luna Koizumi. En el siguiente atentado contra el ESP Hotaru intenta buscar una ayuda para salvar a Natsume que está al borde de la muerte y desaparece con Natsume y su hermano.  
Natsume Hyuga (日向 棗 Hyuga Natsume?)
Voz por: Romi Park
Natsume es el protagonista masculino de la serie. Es un prodigio con el Alice de fuego, clasificado en los alice de "habilidades peligrosas". Pronto se deja ver que debido a su gran poder Natsume es utilizado por los adultos de la academia, por lo que le crece un enorme odio hacia la institución. Jamás sonríe (debido a que cuando era pequeño se le culpó de un accidente que causó su hermana pequeña, Aoi, en el que se incendió el pueblo donde vivían, su hermana queda ciega y la academia la secuestra teniéndola encerrada en el sótano del Hanahime-den); es silencioso, arrogante y temido, mantiene una estrecha relación con Ruka, su mejor amigo, con quien se comporta de forma amable y protectora. Es el único con clasificación de estrellas especial. A lo largo de la historia se puede ver que se empieza a enamorar de Mikan, de tal manera que se pone furioso cuando tiene celos e incluso llega a besarle varias veces en el manga . Unas de las personas a las que más aborrece son a Tsubasa Andou y a Akira Tonouchi-senpai  de Mikan, pues lo hace sentir celoso a propósito. En el manga se descubre que su Alice es del tipo limitado, heredado de su madre y que no le queda mucho tiempo de vida hasta que su tiempo se agota al utilizar su alice en exceso para deshacerse del director de la escuela primaria y al ESP. Cuando se despierta después de haber enfrentado al director de la escuela primaria se entera de que Mikan había sido expulsada.   
Ruka Nogi (乃木流架 Nogi Ruka?)
Voz por: Miwa Yasuda
Ruka es el mejor amigo de Natsume; Mikan lo llama "Ruka-Pyon"(En el idioma español se lo traduce como Luca, aunque originalmente es Ruka, ya que en el japonés, no existe la palabra "Luca"). Es una persona amable y generosa. Su alice es el de las feromonas animales, lo que le permite controlar a los animales, y aunque le agrada, se avergüenza de ello; siempre va acompañado por un conejo. Ruka se enamora de Mikan, pero se retrae cuando se da cuenta de que Natsume necesita mucho más a Mikan y cuando ve en el pasado que ellos dos ya tenían un destino unido desde antes de nacer, pero aun así se le confesó a Mikan y llegó a besarle en la mejilla derecha en una fiesta de Navidad, después en el capítulo 169 en la desaparición de Natsume, Ruka siente que Mikan necesita a Natsume más que nunca, ya que le van a borrar todos sus recuerdos de la academia.En el capítulo 172 le dice a Mikan que el la sigue amando, pero que sabe que nunca será comparado con Nastume.
Narumi (鳴海?)
Voz por: Akira Ishida
Narumi es el maestro oficial de la clase de Mikan; imparte la materia de japonés (Natsume y sus amigos se saltan esta clase regularmente). Su alice es el de las feromonas humanas, de manera que puede hacer que las personas hagan lo que él desee (exceptuando a Mikan, quien es inmune debido a su alice de nulificación). En el manga se descubre que Narumi estuvo enamorado de la madre de Mikan y ha llegado a besarle muchas veces, pero fue rechazado por ella.
Yū Tobita (飛田 裕 Tobita Yū?)
Voz por: Fuyuka Ōura
Mejor conocido como "Iinchou" (representante de la clase), su alice consiste en la creación de ilusiones, siendo parte de los alice de tipo latente. Su rango es de tres estrellas. Iinchou es un chico dulce, paciente y siempre trata de respetar las reglas, se convierte en amigo de Mikan, siendo el único que la defiende cuando en el salón de clases ella se reencuentra con Natsume. Se enamoró de Mikan a primera vista, siempre le presta dinero. Un día ganó el premio a mejor estudiante y se fue por una semana con su familia, pero al regresar ya no tenía su alice que había sido robado por la mamá de Mikan, quien después de arriesgar su vida y perder la de Penguin se recupera su alice. 
Tsubasa Andō (安藤 翼 Andō Tsubasa?)
Voz por: Makoto Naruse
Se hace amigo de Mikan, cuando la salva de unos alumnos que se metían con ella, su Alice es el del control de las Sombras, tiene dos estrellas, y una negra en el rostro. Es de pelo azul, Le gusta poner celoso a Natsume. 
Está enamorado de Misaki en la capítulo 149 se declara que ya son novios oficialmente pues antes de irse una misión de la clase peligrosa se le de clara y misaki responde que si. Su nombre significa “Alas”. Y más adelante en la historia es transferido a la clase de "habilidades peligrosas" y casi muere en una de ellas, si no fuera por la mamá de Mikan estaría muerto.
Misaki Harada (美咲 原田 Harada Misaki?)
Voz por: Marina Inoue
Es una chica de la clase especial, es muy amiga de Tsubasa (Tsubasa está enamorado de ella y misaki también aunque lo disimula). Su alice le permite multiplicarse a sí misma. Al final terminan juntos.
Yoichi Hijiri (聖 洋一 Hijiri Yoichi?)
Voz por: Chiwa Saitō
Otro clasificado en la peligrosa, se ha encariñado con Natsume y Natsume de él. Tiene el alice de los espíritus malignos, más tarde en la historia se come un caramelo gulliver y puede cambiar su edad de 3 años(su verdadera edad)a 13 años. Conforme va avanzando la historia se encariña mucho con Mikan y lo transfieren a la rama física.
Kokoroyomi (ココロヨミ?)
Voz por: Megumi Matsumoto
Es un estudiante elemental de la Academia Alice. Esta en la habilidad latente y posee una estrella, Koko es el mejor amigo de Sumire pues fue ella quien le enseño a sonreír pues este siempre mantiene una gran sonrisa que hasta conserva cuando cuenta historias de terror, antes de convertirse en mejor amigo de Sumire nunca sonreía lo cual su rostro sin emociones asustaba a todos. En los capítulos de alma aleatorio Mr.Bear se quedó atrapado en su cuerpo, Mikán en el cuerpo de Mr.Bear y Koko en el de Sumire. Kokoroyomi está enamorado de Sumiré tanto que parecía llorar cuando esta estaba inconsciente debido al alice de Koizumi.
Sumire Shoda (正田 スミレ Shoda Sumire?)
Voz por: Chiwa Saitō
Es una estudiante de la academia alice tiene el alice de gato-perro, es de clasificación dos estrellas. Ella se auto proclama la presidenta del club de fanes Natusme y Ruka, ella al principio no se lleva muy bien con Mikan pero más adelante en al serie se hace su amiga. Mikan le suele llamar permy. Ella es la mejor amiga de koko. Al final del manga se revela que ella y koko están saliendo

## Lanzamiento

### Manga
Escrito e ilustrado por Tachibana Higuchi, los capítulos de Gakuen Alice se publicaron en la revista Hana to Yume de Hakusensha, 29 volúmenes han sido puestos en libertad en marzo de 2013. Fueron publicados 180 capítulos de manga.
Gakuen Alice fue licenciado para un lanzamiento en idioma Inglés en América del Norte por Tokyopop antes que la compañía cerró. Se publicaron dieciséis volúmenes.

### Anime
La versión anime de 26 episodios de Gakuen Alice fue dirigida por Takahiro Omori. Los episodios comenzaron a transmitirse en Japón el 20 de octubre de 2004 y duró hasta el final el 14 de mayo de 2005.